# So Sick
"So Sick" (em inglês:  "Tão Farto") é uma canção do cantor e compositor americano Ne-Yo. Foi produzida pela Stargate para o álbum de estréia de Ne-Yo In My Own Words.
A música foi lançada com segundo single do álbum e foi bem em diversas paradas no mundo, sendo número #1 nos Estados Unidos e no Reino Unido.

## Desempenho nas paradas
| Paradas (2006)                                 | Melhor posição |
| ---------------------------------------------- | -------------- |
| Austrália (ARIA)                               | 4              |
| Áustria (Ö3 Austria Top 75)                    | 21             |
| Bélgica (Ultratop 50 de Flandres)              | 17             |
| República Checa (Rádio Top 100)                | 16             |
| Dinamarca (Hitlisten)                          | 10             |
| Europa (Billboard European Hot 100 Singles)    | 1              |
| França (SNEP)                                  | 11             |
| O campo songid é OBRIGATÓRIO PARA PARADA ALEMÃ | 11             |
| Hungria (Rádiós Top 40)                        | 7              |
| Irlanda (IRMA)                                 | 2              |
| Países Baixos (Single Top 100)                 | 11             |
| Noruega (VG-lista)                             | 10             |
| Eslováquia (Rádio Top 100)                     | 94             |
| Suíça (Schweizer Hitparade)                    | 5              |
| Reino Unido (UK Singles Chart)                 | 1              |
| Estados Unidos (Billboard Hot 100)             | 1              |
| Estados Unidos (Billboard R&B/Hip-Hop Songs)   | 3              |
| Estados Unidos (Billboard Mainstream Top 40)   | 1              |